# Memorando

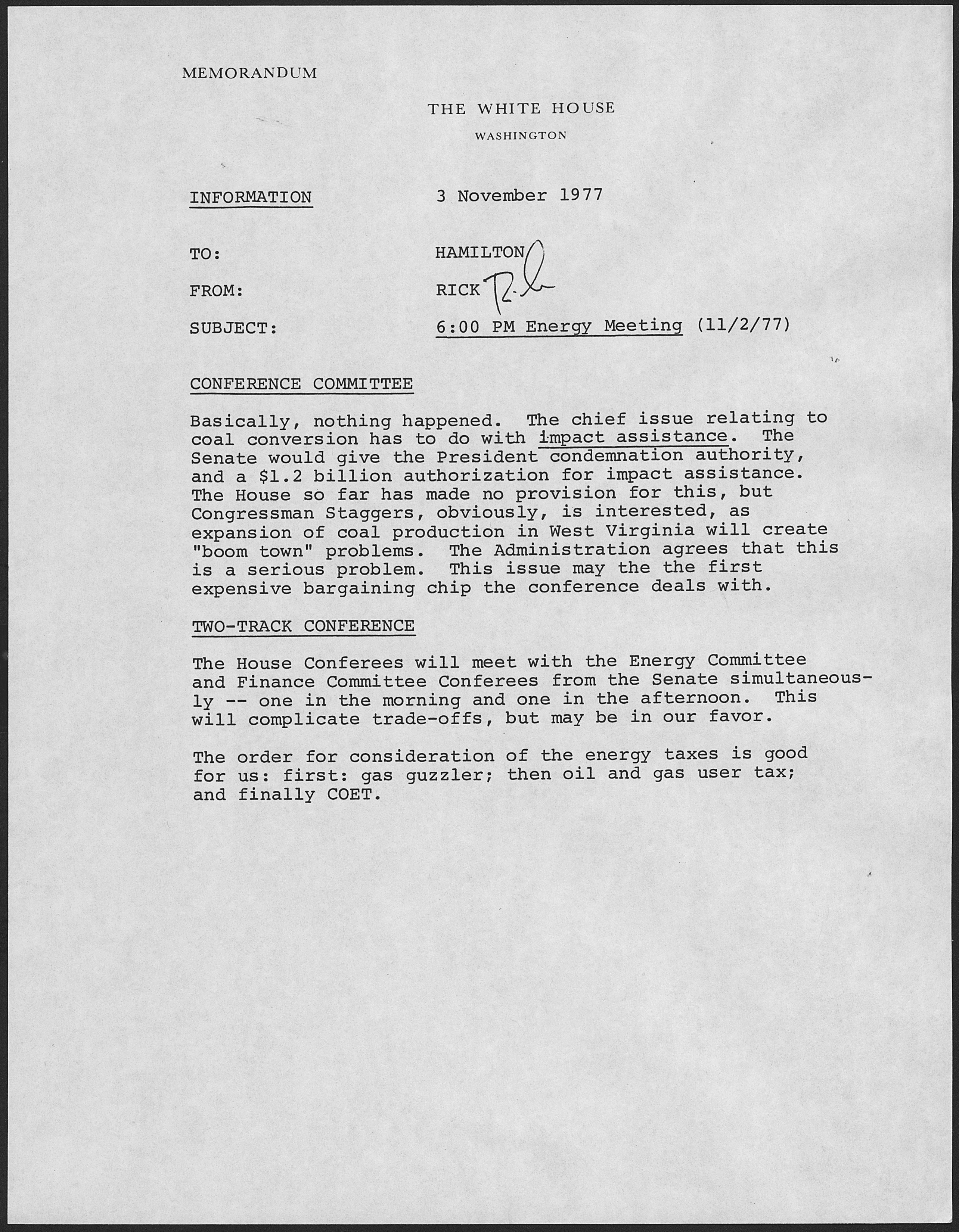
Memorando escrito por um funcionário da Casa Branca durante o mandato de Jimmy Carter como presidente dos Estados Unidos.

Um memorando (do latim memorandum, que significa "aquilo que deve ser lembrado") é uma mensagem breve e objetiva, normalmente usada em um ambiente profissional. Tais mensagens são projetadas para serem compreendidas de forma fácil e rápida. Os memorandos podem, assim, comunicar informações importantes de forma eficiente, a fim de fazer mudanças dinâmicas e eficazes.
No Direito, um memorando é um registro dos termos de uma transação ou contrato. Nas empresas, um memorando é normalmente usado pelas empresas para comunicação interna, enquanto as cartas são normalmente usadas para comunicação externa.
Alguns dos formatos de memorando são as notas informativas, relatórios, cartas e fichários. A formatação do memorando pode variar de acordo com o escritório ou instituição. Por exemplo, se o destinatário pretendido for um ministro ou um executivo sênior, o formato pode ser definido rigidamente e limitado a uma ou duas páginas. Se o destinatário for um colega, os requisitos de formatação geralmente são mais flexíveis.